# Kanton Perpignan-6
Der Kanton Perpignan-6 ist seit 1973 ein französischer Wahlkreis im Arrondissement Perpignan im Département Pyrénées-Orientales in der Region Okzitanien.

## Gemeinden
Der Kanton besteht aus zwei Gemeinden und Gemeindeteilen mit insgesamt 24.074 Einwohnern (Stand: 1. Januar 2022) auf einer Gesamtfläche von 14,63 km²:
| Gemeinde           | Einwohner 1. Januar 2022 | Fläche km² | Dichte Einw./km² | Code INSEE | Postleitzahl |
| ------------------ | ------------------------ | ---------- | ---------------- | ---------- | ------------ |
| Perpignan          | 16.699                   | 6,59       | 2.534            | 66136      | 66000, 66100 |
| Toulouges          | 7.375                    | 8,04       | 917              | 66213      | 66350        |
| Kanton Perpignan-6 | 24.074                   | 14,63      | 1.646            | 6611       | –            |

1. ↑   Nur der westliche Teil der Gemeinde, der Rest verteilt sich auf die Kantone Perpignan-1, Perpignan-2, Perpignan-3, Perpignan-4 und Perpignan-5.

Bis zur landesweiten Neuordnung der französischen Kantone im März 2015 gehörten zum Kanton Perpignan-6 ein Teil der Gemeinde Perpignan. Er besaß vor 2015 den INSEE-Code 6623.